# 1824
1824 (MDCCCXXIV) fue un año bisiesto comenzado en jueves según el calendario gregoriano.

## Acontecimientos

### Enero
- 8 de enero: En España Fernando VII sanciona una Real Cédula creando la Policía General del Reino, precursora de la Policía Nacional de España.
- 29 de enero: en México se crea el estado libre y soberano de Guanajuato.

### Febrero
- 24 de febrero: se decreta la creación del Estado Libre y Soberano de México.
- 2 de marzo: se crea el Estado de México tras el decreto anterior.
- 4 de febrero: descontentos por la falta de recursos y pagos, los batallones del Río de la Plata y Chile que guarnecían las fortalezas del Callao se sublevaron y pidieron el auxilio del general realista José de Canterac.
- 10 de febrero: nuevamente la bandera española ondeó en las fortalezas del Callao, donde actuó en defensa el regimiento De la Lealtad, compuesto por los amotinados.
- 29 de febrero: el general Monet ocupó Lima, pero a fines del mismo mes se retiró a la sierra

### Marzo
- 4 de marzo: la división Moret ingresó a la plaza del Callao. El marqués Torre Tagle, en su calidad de presidente del Perú, así como su vicepresidente, el ministro de Guerra y otros 337 mandos militares se pasan al bando realista.
- 7 de marzo: Llega a Chile en misión apostólica el entonces sacerdote Giovanni Maria Mastai Ferretti, futuro papa Pío IX.
- 24 de marzo: se crea la Provincia de Chiapas como una provincia independiente gobernada por una Junta Suprema Provisional para llevar a cabo el Plebiscito en donde los chiapanecos decidirían la incorporación del territorio a México o la reincorporación a Guatemala.

### Abril
- 23 de abril: el Congreso Federal de Centroamérica declara la abolición de la esclavitud.

### Mayo
- 7 de mayo: Ludwig van Beethoven da a conocer la Novena Sinfonía.
- 10 de mayo: en Trujillo (Perú) se funda la Universidad Nacional de Trujillo (UNT), la primera universidad republicana.

### Junio
- 12 de junio: en San Salvador, ciudad capital de El Salvador, una Asamblea Constituyente aprueba la primera Constitución de la historia de El Salvador en su calidad de Estado miembro de la Federación Centroamericana.
- 25 de junio: en Ecuador se funda la ciudad de Machala

### Julio
- 4 de julio: se establece la Constitución de la Provincias Unidas del Centro de América
- 19 de julio: ejecución de Iturbide.
- 25 de julio: anexión del Partido de Nicoya a Costa Rica.
- 28 de julio: en Perú se establece la independencia.

### Agosto
- 6 de agosto: en Perú se libra la Batalla de Junín

### Septiembre
- 13 de septiembre: Chiapas decide a través de un Plebiscito su incorporación a los Estados Unidos Mexicanos.
- 14 de septiembre: Se crea el Estado Libre y Soberano de Chiapas en México

### Octubre
- 3 de octubre: el Congreso de la Unión expide la primera Constitución de los Estados Unidos Mexicanos, que se promulgará y jurará al día siguiente.
- 4 de octubre: en México, el general Pedro Celestino Negrete se hace cargo provisionalmente del poder debido a la ausencia del resto de los miembros de la Junta Provisional Gubernativa.
- 10 de octubre: en México, Guadalupe Victoria toma posesión como primer presidente constitucional de los Estados Unidos Mexicanos.
- 12 de octubre: el presidente Guadalupe Victoria expide la primera Ley de Colonización tendiente a fomentar la distribución adecuada de la población en el país (6.5 millones de habitantes).

### Noviembre
- 6 de noviembre: en Estados Unidos se celebran elecciones presidenciales; las primeras en las que, en la mayor parte del país, los miembros del Colegio Electoral fueron elegidos directamente por sufragio popular y no por las Legislaturas Estatales (Asambleas Legislativas de los Estados) como había sido hasta entonces. En los comicios resulta vencedor de nuevo después de veinticuatro años en la oposición el Partido Federalista con su candidato John Quincy Adams al frente. En estas reñidas elecciones, el federalista Quincy Adams se impuso por la mínima con 231 votos electorales frente a 230 de la suma entre los dos candidatos demócrata-republicanos, en un partido otrora fuerte, y en esos momentos roto en lucha interna.
- 18 de noviembre: se declara al Distrito Federal como capital mexicana.
- 22 de noviembre: Guatemala, Honduras, El Salvador, Nicaragua y Costa Rica promulgan la Constitución que une a los cinco países en una Federación Centroamericana.

### Diciembre
- 9 de diciembre: Batalla de Ayacucho, último enfrentamiento importante entre los españoles y hispanoamericanos. Se asegura la independencia de América del Sur.

### Sin fecha
- En Estados Unidos se funda el Partido Demócrata.
- Se suprime la Universidad de Baeza después de 285 años de existencia.
- Quoy y Gaimard describen por primera vez el delfín del Antártico (Lagenorhynchus cruciger).

## Nacimientos

### Enero
- 8 de enero: Francisco González Bocanegra, poeta y dramaturgo mexicano, autor de la letra del Himno Nacional Mexicano (f. 1861).

### Febrero
- 16 de febrero: Peter Kozler, cartógrafo, activista e industrial esloveno (f. 1879).
- 22 de febrero: Pierre Janssen, astrónomo francés (f. 1907).

### Marzo
- 2 de marzo: Bedřich Smetana, director de orquesta y compositor checo (f. 1884).
- 12 de marzo: Gustav Robert Kirchhoff, físico alemán. (f. 1887).
- 19 de marzo: Heinrich Hofmann, pintor (f. 1911).

### Mayo
- 8 de mayo: Miguel Negrete, militar mexicano que se destacó durante la guerra contra Francia (f. 1897).

### Junio
- 26 de junio: Lord Kelvin, físico británico (f. 1907).
- 28 de junio: Paul Broca, médico, antropólogo y anatomista francés (f. 1880).

### Julio
- 1 de julio: Casto Méndez Núnez, marinero, militar español (f.1869).

### Agosto
- 4 de agosto: Domingo Santa María González, presidente chileno (f. 1889).

### Septiembre
- 8 de septiembre: Jaime Nunó Roca, compositor español que musicalizó las estrofas de Francisco González Bocanegra para dar origen al Himno Nacional Mexicano (f. 1908).

### Octubre
- 18 de octubre: Juan Valera, escritor español (f. 1905).
- 27 de octubre: Julie Wilhelmine Hagen-Schwarz, pintora alemana (f. 1902).

### Noviembre
- 25 de noviembre: Antonio Ghislanzoni, periodista, poeta y novelista italiano (f. 1903).

### Diciembre
- 1 de diciembre: Patricio Lynch, militar chileno (f. 1886).
- 6 de diciembre: Concepción Bona, patriota dominicana (f. 1901).
- 23 de diciembre: Thomas Henry Potts, naturalista neozelandés (f. 1888).
- 24 de diciembre: Peter Cornelius, compositor y poeta alemán (f. 1874).

## Fallecimientos

### Enero
- 26 de enero: Théodore Géricault, pintor francés (n. 1791).

### Abril
- 19 de abril: Lord Byron, poeta romántico británico (n. 1788).

### Mayo
- 3 de mayo: Florencio Terrada, militar argentino (n. 1782).

### Julio
- 13 de julio: Agustín Agualongo, líder realista colombiano (n. 1780).
- 19 de julio: Agustín de Iturbide, emperador mexicano (n. 1783).

### Septiembre
- 16 de septiembre: Luis XVIII, rey francés entre 1814 y 1824.

### Fechas desconocidas
- Andrés Alcázar y Díez de Navarrete, militar y político chileno (n. 1747).